# Zelhemse Broek
Het Zelhemse Broek (of gewoon Het Broek) is een buurtschap in de gemeente Doetinchem in de Nederlandse provincie Gelderland. Er wonen een paar honderd mensen. Tot 1 januari 2005 hoorde het bij de gemeente Zelhem, maar bij de gemeentelijke herindeling is het stukje land bij de gemeente Doetinchem gevoegd. Dit is gebeurd met het oog op een eventuele uitbreiding van de stad in noordelijke richting.

## Bestemmingsplan
De plannen om hier een nieuwe stadsuitbreiding van Doetinchem te realiseren zullen in de nabije toekomst niet worden gerealiseerd. Vanwege het teruglopende bevolkingsaantal in de Achterhoek is er geen behoefte meer aan een groot aantal nieuwe woningen in de stad Doetinchem. Bij natuur- en milieuorganisaties bestond ook veel bezwaar tegen een nieuwe woonwijk in het Zelhemse Broek, omdat deze zich zou bevinden in een ecologische verbindingszone tussen de Kruisbergse bossen en de bossen van de Slangenburg.
Stad: Doetinchem      Dorpen: Gaanderen · Nieuw-Wehl · Wehl

Buurtschappen: Het Broek · Gaanderhei · Heidekant · Kleindorp · Langerak · Meerenbroek · Plantage · Wijnbergen · IJzevoorde

Voormalige gemeenten: Ambt Doetinchem · Wehl

Gelderland: Steden en dorpen in Gelderland      Nederland: Provincies · Gemeenten